# گریت میدوز (نیوجرسی)
گریت میدوز (به انگلیسی: Great Meadows) یک منطقهٔ مسکونی در ایالات متحده آمریکا است که در ایندپندنس، نیوجرسی واقع شده‌است. گریت میدوز ۴٫۰۹۰ کیلومتر مربع مساحت و ۳۰۳ نفر جمعیت دارد و ۱۵۷ متر بالاتر از سطح دریا واقع شده‌است.